# Marie Pélissier
Marie Pélissier   (1707 - París, 21 de març de 1749) va ser una soprano d'òpera francesa. A l'Òpera de París, el 1722, va començar la seva carrera, que es va destacar per la seva habilitat artística i per un escàndol rere un altre fins a la seva jubilació el 1741.
Dotada d'una figura arrogant i d'una bellíssima veu, compartí amb la cèlebre Lemaure els aplaudiments del públic, i la rivalitat entre ambdues artistes fou tan sorollosa com la dels gluckistes i piccinistes arribant a les mans els partidaris d'una i altra. A més, era de costums molt lleugeres i molt aficionada a les aventures galants, que l'Empresa de l'Òpera l'acomiadà el 1734, però l'any següent la tornà a reclamar.
Va crear molts papers, entre ells cinc per a Jean-Philippe Rameau sols: Aricia a Hippolyte et Aricie el 1733; Emilie a Les Indes galantes el 1735, Telaira a Castor et Pollux el 1737 i Iphise en les Fêtes d'Hébé de 1739 o Les talents lyriques i Dardanus. François-Hubert Drouais va pintar un retrat de Pélissier.